# Leticia Arispe
Leticia Arispe (* 26. Januar 1999) ist eine bolivianische Leichtathletin, die sich auf den Sprint spezialisiert hat.

## Sportliche Laufbahn
Erste Erfahrungen bei internationalen Meisterschaften sammelte Leticia Arispe bei den 2020 erstmals ausgetragenen Hallensüdamerikameisterschaften in Cochabamba, bei denen sie im 200-Meter-Lauf in 25,90 s den fünften Platz belegte und mit der bolivianischen 4-mal-400-Meter-Staffel in 4:00,77 min die Goldmedaille gewann. Im Jahr darauf schied sie bei den Südamerikameisterschaften in Guayaquil mit 12,11 s in der Vorrunde im 100-Meter-Lauf aus und belegte in 24,76 s den siebten Platz über 200 Meter. Mitte Oktober gelangte sie bei den U23-Südamerikameisterschaften ebendort mit 24,90 s Rang sieben über 200 m und schied über 100 m mit 12,14 s im Vorlauf aus. Ende November verpasste sie bei den erstmals ausgetragenen Panamerikanischen Juniorenspielen in Cali mit 12,01 s den Finaleinzug über 100 m. 2022 wurde sie bei den Hallensüdamerikameisterschaften in Cochabamba in 7,56 s Fünfte über 60 m. Im Juli schied sie bei den Juegos Bolivarianos in Valledupar mit 12,26 s und 24,64 s jeweils im Vorlauf über 100 und 200 Meter aus. Im Oktober nahm sie an den Südamerikaspielen in Asunción teil und belegte dort in 12,15 s den sechsten Platz über 100 Meter sowie in 25,35 s den achten Platz im 200-Meter-Lauf. Zudem gelangte sie mit der 4-mal-100-Meter-Staffel mit 47,34 s auf Rang fünf.
2023 schied sie bei den Südamerikameisterschaften in São Paulo mit 11,73 s im Vorlauf über 100 Meter aus und kam auch über 200 Meter mit 24,73 s nicht über die Vorrunde hinaus. Zudem belegte sie mit der 4-mal-100-Meter-Staffel in 46,89 s den fünften Platz. Mit der Staffel nahm sie im November an den Panamerikanischen Spielen in Santiago de Chile teil und verpasste dort mit 45,85 s den Finaleinzug. Im Jahr darauf belegte sie bei den Hallensüdamerikameisterschaften in Cochabamba in 7,62 s den achten Platz über 60 Meter. Im Mai schied sie bei den Ibero-Amerikanischen Meisterschaften in Cuiabá mit 11,63 s im Vorlauf über 100 Meter aus und belegte mit der Staffel in 45,09 s den fünften Platz. 2025 verpasste sie bei den Südamerikameisterschaften in Mar del Plata mit 11,89 s den Finaleinzug über 100 Meter und schied auch über 200 Meter mit 25,11 s im Vorlauf aus.
In den Jahren 2021 und 2023 wurde Arispe bolivianische Meisterin im 100- und 200-Meter-Lauf sowie 2023 auch in der 4-mal-100-Meter-Staffel. 2022 siegte sie über 200 Meter im Freien sowie in der Halle und 2021 wurde sie Hallenmeisterin im 60-Meter-Lauf.

## Persönliche Bestzeiten
- 100 Meter: 11,63 s (+0,8 m/s), 10. Mai 2024 in Cuiabá
  - 60 Meter (Halle): 7,46 s, 20. Februar 2025 in Cochabamba
- 200 Meter: 24,06 s (+0,4 m/s), 5. April 2025 in Cochabamba
  - 200 Meter (Halle): 24,78 s, 5. Februar 2021 in Cochabamba